# Поліщук Володимир Петрович (футболіст)
Володи́мир Петро́вич Поліщу́к (17 лютого 1949, Рівне, УРСР) — радянський футболіст та футбольний тренер. Гравець, а згодом очільник рівненського «Авангарда». Голова Рівненської обласної федерації футболу (2001–2012).

## Життєпис
Володимир Поліщук народився в Рівному. Навчався у середній школі № 21. У 1966 році був зарахований до складу команди «Колгоспник», що наступного року змінила назву на «Горинь». Того ж року вступив на вечірнє відділення загально-технічного факультету Рівненського інституту інженерів водного господарства. Протягом перших сезонів з'являвся на полі нечасто, задовольняючись роллю резервного голкіпера.
У 1969 році перейшов до кишинівської «Молдови», що виступала у другій групі класу «А». Одночасно з цим перевівся до Кишинівського педагогічного інституту імені І. Крянге, який закінчив у 1973 році за фахом «викладач фізичної культури».
З 1972 по 1974 рік виступав за рівненський «Авангард», після чого протягом певного часу входив до тренерського штабу клубу, очолюваного Віктором Лукашенком. У 1975 році був прийнятий на посаду старшого тренера обласного спорткомітету. Протягом 1977—1985 років — директор СДЮШОР з футболу рівненської облрасної ради ДСТ «Авангард». У 1985 році очолює дорослу команду «Авангарда», у якій пропрацював протягом наступних 3,5 років. З 1989 по 2000 рік знову обіймав посаду директора СДЮШОР.
У 2001 році обраний головою Рівненської обласної федерації футболу. Наприкінці грудня 2012 року поступився кріслом голови федерації Михайлу Кривку, однак обійняв посаду першого заступника голови та мав значний вплив на справи федерації. У березні 2014 року став ініціатором скликання позачергового виконкому РОФФ, на якому разом з іншими членами федерації висловив недовіру Кривку. Протистояння між чиновниками точилося майже до кінця року та закінчилося призначенням позачергових виборів голови у лютому 2015 року, на яких Володимир Поліщук спочатку висунув, а потім добровільно зняв свою кандидатуру, що дозволило Олексію Хахльову стати новим головою федерації без зайвих зусиль. Завдяки цій домовленості Поліщук знову отримав посаду першого заступника голови РОФФ.